# جيانلوكا بوسيو
جيانلوكا بوسيو (بالإنجليزية: Gianluca Busio)‏ (مواليد 28 مايو 2002) هو لاعب كرة قدم أميركي يلعب في مركز الوسط في نادي سبورتينغ كانساس سيتي.

## روابط خارجية
- جيانلوكا بوسيو على موقع الدوري الأمريكي (الإنجليزية)
- جيانلوكا بوسيو على موقع قاعدة بيانات كرة القدم.إي يو (الإنجليزية)
- جيانلوكا بوسيو على موقع ليكيب (الفرنسية)
- جيانلوكا بوسيو على موقع ناشيونال فوتبول تيمز (الإنجليزية)
- جيانلوكا بوسيو على موقع Soccerway.com (الإنجليزية)
- جيانلوكا بوسيو على موقع عالم كرة القدم.نت (الإنجليزية)